# عباس بهادری
عباس بهادری (زادهٔ ۱۰ اردیبهشت ۱۳۳۹) خوانندهٔ موسیقی پاپ اهل ایران است. او از خوانندگان نسل اول موسیقی پاپ پس از انقلاب ۱۳۵۷ ایران است.

## زندگی‌نامه
عباس بهادری، ۱۰ اردیبهشت ۱۳۳۹ در کرج و در خانواده‌ای که اصالت آنها به نطنز می‌رسید، متولد شد. او فعالیت‌های هنری خود را از سال ۱۳۶۵ آغاز و در سال ۱۳۶۸ همکاری خود را به عنوان خواننده با واحد موسیقی صدا و سیما آغاز کرد. از وی ۴ آلبوم موسیقی مستقل منتشر شده و در چند آلبوم گروهی نیز حضور داشته‌است. او در دههٔ ۱۳۷۰ از خوانندگان فعال در حیطهٔ موسیقی پاپ ایران بود. ترانهٔ «گل می‌روید به باغ» با صدای عباس بهادری، از نخستین ترانه‌های موسیقی پاپ پس از انقلاب ۱۳۵۷ بود که در نوروز ۱۳۷۲ از صدا و سیما پخش شد.

## آثار هنری
از جمله آثاری که توسط عباس بهادری اجرا شده‌است می‌توان به موارد زیر اشاره نمود:
- «گل می‌روید به باغ» با ترانه‌ای از محمود شاهرخی و آهنگسازی فرید شب‌خیز[۳]
- «بزم گل» با ترانه‌ای از سیمین‌دخت وحیدی و آهنگسازی فرید شب‌خیز[۱۱]
- «دست همت» با ترانه‌ای از محمود شاهرخی و آهنگسازی فرید شب‌خیز[۱۲]
- «کار» با ترانه‌ای از مجتبی کاشانی و آهنگسازی فرید شب‌خیز[۱۳]
- «آوای شادی» با ترانه‌ای از عباس کی‌منش و آهنگسازی احمدعلی راغب[۱۴]
- «گل گفتن و گل شنیدن ما» با ترانه‌ای از ساعد باقری و آهنگسازی احمدعلی راغب[۱۵]
- «بوستان میهن» با ترانه‌ای از سیمین‌دخت وحیدی و آهنگسازی هادی آرزم[۱۶]
- «زندگی زیباست» با ترانه‌ای از ساعد باقری و آهنگسازی محمود منتظم صدیقی[۱۷]
- «صدای پای گل» با ترانه‌ای از عباس کی‌منش و آهنگسازی علی درخشان (محمدعلی حیدرنیا)[۱۸]
- «بستان و ورزش» با ترانه‌ای از عباس کی‌منش و آهنگسازی علی درخشان[۱۹]
- «جلوهٔ گل» با ترانه‌ای از محمود شاهرخی و آهنگسازی علی درخشان[۲۰]
- «محبت» با ترانه‌ای از حمید سبزواری و آهنگسازی علی درخشان[۲۱]
- «یگانه‌ها» با ترانه‌ای از سعید دبیری و آهنگسازی علی درخشان[۲۲]
- «ستم سوزان» با ترانه‌ای از محمود شاهرخی و آهنگسازی علی درخشان[۲۳]
- «آیینهٔ صبح» با آهنگسازی علی درخشان[۲۴]
- «رود صدا» با ترانه‌ای از ایرج قنبری و آهنگسازی حسین بهادری[۲۵]
- «مادر» با ترانه‌ای از مشفق کاشانی و آهنگسازی حسین بهادری[۲۶]
- «یه چهار دیواری با تو» با ترانه‌ای از پونه نیکوی و آهنگسازی حسین بهادری[۲۷]
- «دریا» با ترانه‌ای از اسماعیل فرزانه و آهنگسازی حسین بهادری[۲۸]
- «عطر دیدار» با ترانه‌ای از محمد سعید میرزایی و آهنگسازی حسین بهادری[۲۹]
- «دلخوشی» با ترانه‌ای از مصطفی محدثی خراسانی و آهنگسازی حسین بهادری[۳۰]
- «فانوس» با ترانه‌ای از پرویز بیگی حبیب‌آبادی و آهنگسازی حسین بهادری[۳۱]
- «گل راز» با ترانه‌ای از عباس کی‌منش و آهنگسازی حسین بهادری[۳۲]
- «آیینه افلاک» با ترانه‌ای از فرهنگ قاسمی و آهنگسازی عباس بهادری[۳۳]
- «صبح صادق» با ترانه‌ای از اسماعیل فرزانه و آهنگسازی فریدون خالقی[۳۴]
- «درد آشنا» با ترانه‌ای از محمود شاهرخی و آهنگسازی محمود جعفری امید[۳۵]
- «قاصد بهار» با ترانه‌ای از محمدزمان تفرشی و آهنگسازی حسن فلاح بابایی[۳۶]
- «طراوت بهمن» با ترانه‌ای از حسن عسگری و آهنگسازی علی رئیس‌فرشید[۳۷]
- «آرزوی پیروزی» با ترانه‌ای از بامداد جویباری و آهنگسازی آرش بامدادیان[۳۸]
- «بلاغت سبز» با ترانه‌ای از ساعد باقری و آهنگسازی همایون رحیمیان[۳۹]
- «بهار من» با ترانه‌ای از زهره نارنجی و آهنگسازی علیرضا آزادبخت[۴۰]
- «سرزمین آبی عشق» با ترانه‌ای از آزاده والایی و آهنگسازی حسین باغبان‌باشی[۴۱]
- «مثنوی عاشقان» با ترانه‌ای از سید حسن حسینی و آهنگسازی علی بهادری[۴۲]
- «نیستان» (به همراه پرویز طاهری و امید صدیقی) با ترانه‌ای از مشفق کاشانی و آهنگسازی فرید صدیقی[۴۳]